# Наджарян Геворг Арсенович
Геворг Арсенович Наджарян (каз. Геворг Арсенович Наджарян, вірм. Գևորգ Արսենի Նաջարյան, нар. 6 січня 1998, Єреван) — казахський футболіст вірменського походження, півзахисник клубу «Шахтар» (Караганда) та національної збірної Казахстану.

## Клубна кар'єра
Геворг народився у Вірменії в 1998 році, але коли йому було ли два роки, його родина переїхала до Казахстану. Там з шести років Геворг і почав займатися футболом. Вихованець «Шахтаря» (Караганда). 11 березня 2015 року дебютував за першу команду карагандинців в матчічемпіонату Казахстану в матчі проти клубу «Ордабаси». Всього за «гірників» того сезону провів вісім матчів у чемпіонаті і забив один гол костанайському «Тоболу» (1:4), а також провів одну гру у національному кубку. 
Влітку 2015 року Наджарян розірвав контракт з «Шахтарем» через малу ігрову практику. У вересні футболіст тренувався в молодіжному складі московського ЦСКА, проте клуб контракт з гравцем не підписав. В результаті Геворг тривалий час лишався без клубу і лише у грудні підписав угоду з «Астаною».
У чемпіонському сезоні 2016 року Наджарян грав за резервну команду і дебютував в основі у чемпіонаті лише у грі останнього туру проти павлодарського «Іртиша», зате зіграв у чотирьох іграх Кубка, вигравши цей трофей. Також Геворг дебютував у Лізі Європи УЄФА, вийшовши 3 листопада на заміну на останній хвилині матчу групового раунду проти грецького «Олімпіакоса» (1:1).
У 2017 році Наджарян також вийшов на поле всього один раз в першому колі чемпіонату і в липні був відданий в оренду в свій рідний клуб «Шахтар» (Караганда). У другому колі виходив на заміну в 9 матчах за «Шахтар», але голів не забив. Тим не менш по завершенні оренди підписав з «гірниками» повноцінний контракт. Станом на 26 липня 2021 року відіграв за команду з Караганди 91 матч в національному чемпіонаті.

## Виступи за збірні
2014 року дебютував у складі юнацької збірної Казахстану (U-17), загалом на юнацькому рівні взяв участь у 9 іграх.
Протягом 2017–2020 років залучався до складу молодіжної збірної Казахстану. На молодіжному рівні зіграв у 19 офіційних матчах, забив 1 гол.
21 лютого 2019 року дебютував в офіційних матчах у складі національної збірної Казахстану в товариській грі проти Молдови (1:0).

## Титули і досягнення
- Чемпіон Казахстану (1):

«Астана»: 2016
- Володар Кубка Казахстану (1):

«Астана»: 2016
- Чемпіон Вірменії (1):

«Пюнік»: 2021-22